# Respectable
A Respectable című dal a brit Mel & Kim nevű duó második kimásolt kislemeze az  F.L.M. című stúdióalbumról. A dal 1987 márciusában 1 héten keresztül első helyezett volt a brit kislemezlistán. A dalt a Stock Aitken Waterman nevű producer csapat írta. Korábban csak a Dead or Alive nevű együttes "You Spin Me Round (Like Record)" című dalnak sikerült első helyezést szereznie 1985-ben. A "Respectable" szintén első helyezés volt Németországban, Svájcban, Hollandiában, Belgiumban, Ausztráliában, és Új-Zélandon 1987-ben.

## UK megjelenések
7" (SUPE 111)
1. "Respectable"
2. "Respectable" (instrumental)

12" (SUPE T 111 / RCA PT 41220)
1. "Respectable" (Club/Extended mix)
2. "Respectable" (7" version)
3. "Respectable" (Extra Beats version [vocal])

12" picture disc (SUPE TP 111)
1. "Respectable" (The Tabloid mix)
2. "Respectable" (7" version)
3. "Respectable" (Extra Beats version [vocal])

12" remix (SUPE TX 111)
1. "Respectable" (The Tabloid mix)
2. "Respectable" (7" version)
3. "Respectable" (Extra Beats version [vocal])

12" remix (SUPE TZ 111)
1. "Respectable" (Shop mix)
2. "Respectable" (7" version)
3. "Respectable" (Extra Beats version [vocal])

## Hivatalos verziók
- Album version 5:41
- 7" version 3:22
- Instrumental 4:05
- Club/Extended mix 6:15
- The Tabloid mix 7:53
- Extra Beats version [vocal] 8:08
- Extra Beats version [instrumental] 6:11
- Shop mix

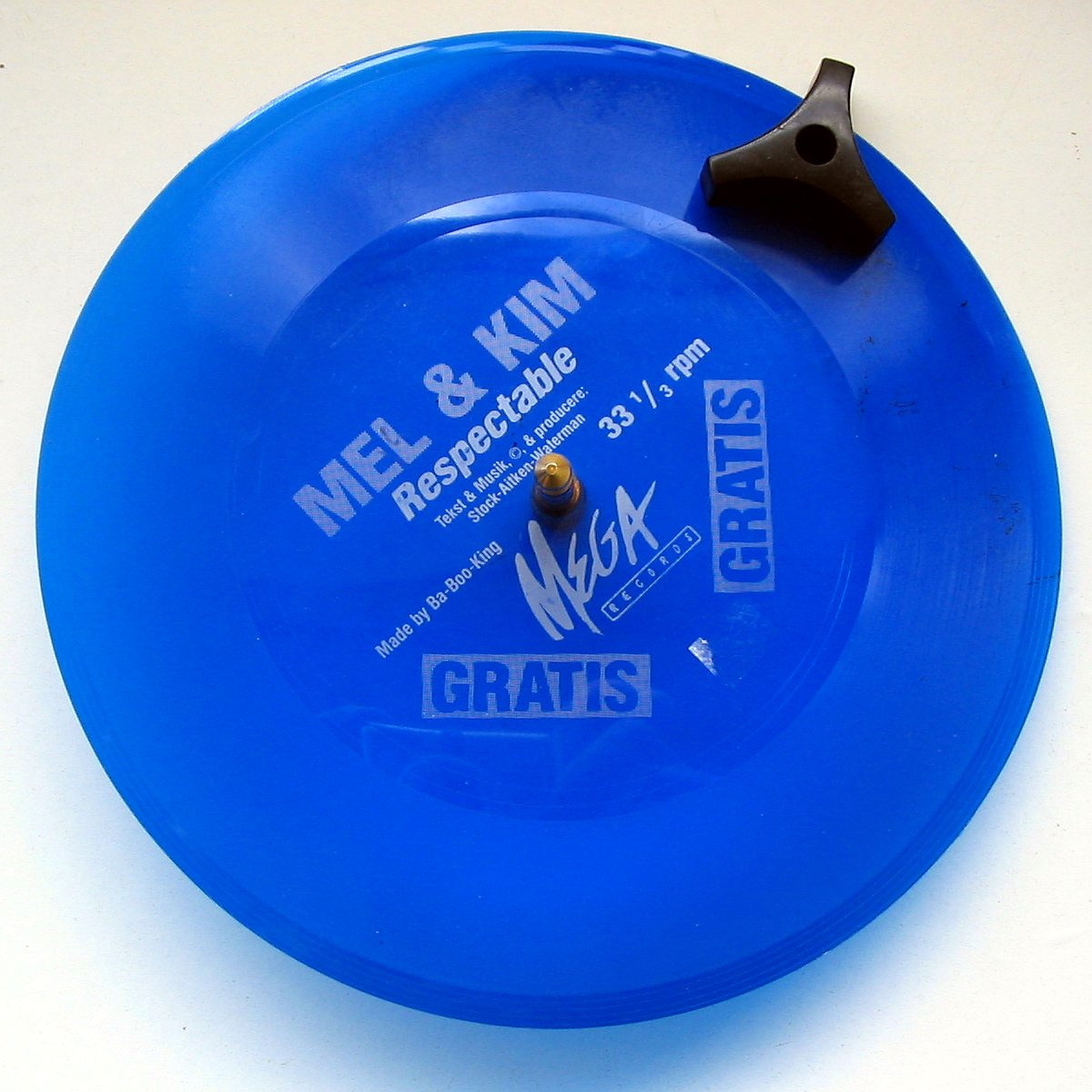
Promóciós kislemez

- Remixable 6:41 – by Peter Slaghuis for DMC 1987
- Bonus Beats 8:10

## Slágerlista
| Slágerlista (1987)                        | Legjobb helyezések |
| ----------------------------------------- | ------------------ |
| Australia (Kent Music Report)             | 1                  |
| Austria (Ö3 Austria Top 40)               | 7                  |
| Belgium (Ultratop Flanders)               | 1                  |
| Denmark (IFPI)                            | 6                  |
| Finland (Suomen virallinen lista)         | 1                  |
| France (SNEP)                             | 14                 |
| Germany (Media Control Charts)            | 1                  |
| Ireland (IRMA)                            | 2                  |
| Italy (FIMI)                              | 3                  |
| Netherlands (Single Top 100)              | 1                  |
| New Zealand (RIANZ Singles Chart)         | 1                  |
| Norway (VG-lista)                         | 2                  |
| South Africa (South Africa Singles Chart) | 2                  |
| Sweden (Sverigetopplistan)                | 5                  |
| Switzerland (Schweizer Hitparade)         | 1                  |
| UK Singles (Official Charts Company)      | 1                  |
| US Billboard Hot Dance Club Play          | 1                  |

| Slágerlista (1987)                   | Helyezés |
| ------------------------------------ | -------- |
| Australia (Kent Music Report)        | 5        |
| Netherlands (Dutch Top 40)           | 13       |
| Switzerland (Schweizer Hitparade)    | 15       |
| UK Singles (Official Charts Company) | 6        |

## Feldolgozások
A dalt 2001-ben a Girls @ Play nevű együttes dolgozta fel, mely az Egyesült Királyság kislemezlistáján a 29. helyezést érte el. Az ausztrál Tim Campbell feldolgozása szerepel 2018-as albumán, az "Electrifying 80s" címűn.

## Zenei alapok
A dal zenei alapját felhasználták az 1987-ben megjelent Pop Will Eat Itself "Hit the Hi-Tech Groove" című dalában is, mely a "Box Frenzy" nevű albumukon szerepel.